# 309. pehotni polk (Italija)
309. pehotni polk Regina (izvirno italijansko 309º Reggimento fanteria) je bil pehotni polk Kraljeve italijanske kopenske vojske.

## Zgodovina
Med drugo svetovno vojno je bil polk nastanjen v Grčiji.